# Allmendfeld
Allmendfeld ist ein Stadtteil von Gernsheim im südhessischen Kreis Groß-Gerau mit ca. 600 Einwohnern.

## Geographie
Allmendfeld liegt ca. 3,5 km nordöstlich vom Gernsheimer Bahnhof entfernt im hessischen Ried.
Aktuelle und historische Siedlungsplätze in der Gemarkung
- Fängenhof[3]
- Wüstung Frankenfeld[4]
- Frankenfelderhof[5]
- Hof Gräbenbruch[6]
- Johannishof[7]
- Neuhof[8]

## Geschichte

### Vorgeschichte
Im Juli 1933 wurde das „Gesetz zur Durchführung von Feldbereinigungen in Gemeinden zum Zwecke der Arbeitsbeschaffung“ erlassen. Es ermächtigte die Ministerpräsidenten, Feldbereinigungen für Siedlungen anzuordnen. Mit dem „Gesetz über die Aufhebung von Ortsbürgernutzen am Allmendgut“ war die Grundlage für die Enteignung der frei nutzbaren Flächen von Gernsheim für die Gründung von Allmendfeld geschaffen. Alte Bauernrechte wurden missachtet. Der Name Allmendfeld leitet sich von der Allmende ab. Die Architektur größerer Gutshöfe mit angrenzendem Ackerland ist mit der der Hessenaue vergleichbar. Als weitere Ortschaft in diesem Zusammenhang sei Riedrode genannt. Alle drei Bauerndörfer wurden in den 1930er Jahren im Rahmen nationalsozialistischer Förderungsmaßnahmen neu gegründet. Ein weiteres Musterbauerndorf mit dem Namen Mittel-Roden wurde nicht mehr fertiggestellt.
Der Reichsarbeitsdienst begann 1933 mit anfangs 450 Männern mit dem Bau von Entwässerungsgräben.

### Ortsgeschichte
Am 20. März 1937 erfolgte für das Schul- und Gemeindehaus die Grundsteinlegung durch Gauleiter Sprenger. Die Gründungsfeier für das Dorf fand am 31. Oktober 1937 im Alten Palais in Darmstadt statt. Damit ist Allmendfeld der jüngste Ort Hessens. Die offizielle Einweihung erfolgte mit großem propangadistischen Aufwand am 29. Mai 1938 mit einem Aufmarsch am Dorfbrunnen. In der Propaganda der Nationalsozialisten wurde es als Deutschland schönstes Dorf bezeichnet. Beim Eintreffen der Siedler  waren Straßen und Wege weitgehend nicht befestigt, die Siedlung hatte noch erhebliche Mängel. Die Innenhöfe der als recht modern propagierten Anwesen waren nicht befestigt, bei Regen stand das Wasser im Keller. Es fehlten noch Fußböden in den Wohnräumen und Küchen. Zur Wasserversorgung diente eine Handpumpe in der Küche. Bis zum Eintreffen der Möbel wurden Siedler ggf. im Arbeitslager der Arbeitsmaiden einquartiert. Die Elektrifizierung erfolgte im Dezember 1937.
Die Gemarkung wurde aus Teilen von Gernsheim, Crumstadt, Pfungstadt und Hähnlein gebildet. Das Dorf umfasste 48 Neubauernhöfe mit je 12,5 ha (fünf ha direkt am Hof) Ackerland mit 400 Siedlern. Es siedelten sich vorwiegend nordhessische Familien an, die je ein Hofgut für 40000 Reichsmark gekauft hatten.
In Allmendfeld befand sich 1942 eine Außenarbeitsstelle des Strafgefangenenlagers Rollwald. Die Datenbank des Hessischen Staatsarchivs Darmstadt berichtet in dem Zusammenhang von Flucht und Fluchtversuchen der Zwangsarbeiter, sowie auch von der „Misshandlung des litauisch-polnischen Arbeiters Wladyslaw A. auf dem Johannishof zu Allmendfeld wegen Langsamarbeiten beim Rübenhacken“. Von Januar 1946 bis Juni lebten in Allmendfeld vorübergehend estnische und litauische Displaced Persons in einem hier eingerichteten DP-Lager. Die letzten Insassen des Lagers wurden in das DP-Lager Babenhausen verlegt.
Zunächst war Allmendfeld als eigenständige Gemeinde gegründet worden, wurde dann aber am 31. Dezember 1971 im Zuge der Gebietsreform zusammen mit Klein-Rohrheim auf freiwilliger Basis in die Stadt Gernsheim eingegliedert. Für beide Stadtteile wurde ein Ortsbezirk mit Ortsbeirat und Ortsvorsteher nach der Hessischen Gemeindeordnung eingerichtet.
1999 wurde in der Gemarkung ein römisches Kleinkastell entdeckt und in den folgenden Jahren ausgegraben (siehe Hauptartikel: Kleinkastell Allmendfeld).
Allmendfeld wurde 2009 als Förderschwerpunkt im Dorferneuerungsprogramm des Landes Hessen aufgenommen.

### Verwaltungsgeschichte im Überblick
Die folgende Liste zeigt die Staaten und Verwaltungseinheiten denen Allmendfeld angehört(e):
- am 31. Oktober 1937 aus Teilen von Crumstadt, Gernsheim, Hähnlein/Kreis Bensheim und Pfungstadt/Kreis Darmstadt neu gebildet
- ab 1937: Deutsches Reich, Volksstaat Hessen, Provinz Starkenburg, Landkreis Groß-Gerau
- ab 1938: Deutsches Reich, Volksstaat Hessen, Landkreis Groß-Gerau[18][Anm. 1]
- ab 1945: Deutsches Reich, Amerikanische Besatzungszone,[Anm. 2] Groß-Hessen, Regierungsbezirk Darmstadt, Landkreis Groß-Gerau
- ab 1946: Deutsches Reich, Amerikanische Besatzungszone, Hessen, Regierungsbezirk Darmstadt, Landkreis Groß-Gerau
- ab 1949: Bundesrepublik Deutschland, Hessen, Regierungsbezirk Darmstadt, Landkreis Groß-Gerau
- ab 1972: Bundesrepublik Deutschland, Hessen, Regierungsbezirk Darmstadt, Landkreis Groß-Gerau, Gemeinde Gernsheim

### Einwohnerentwicklung
Quelle: Historisches Ortslexikon
- 1961: 400 evangelische (= 79,37 %), 101 katholische (= 20,04 %)

| Allmenfeld: Einwohnerzahlen von 1939 bis 2011 | Allmenfeld: Einwohnerzahlen von 1939 bis 2011 | Allmenfeld: Einwohnerzahlen von 1939 bis 2011 | Allmenfeld: Einwohnerzahlen von 1939 bis 2011 | Allmenfeld: Einwohnerzahlen von 1939 bis 2011 |
| --- | --------------------------------------------- | --------------------------------------------- | --------------------------------------------- | --------------------------------------------- |
| Jahr |                                               |                                               |                                               | Einwohner                                     |
| 1939 | 1939                                          |                                               | 466                                           | 466                                           |
| 1946 | 1946                                          |                                               | 670                                           | 670                                           |
| 1950 | 1950                                          |                                               | 676                                           | 676                                           |
| 1956 | 1956                                          |                                               | 544                                           | 544                                           |
| 1961 | 1961                                          |                                               | 504                                           | 504                                           |
| 1967 | 1967                                          |                                               | 535                                           | 535                                           |
| 1970 | 1970                                          |                                               | 543                                           | 543                                           |
| 1987 | 1987                                          |                                               | 550                                           | 550                                           |
| 2000 | 2000                                          |                                               | ?                                             | ?                                             |
| 2011 | 2011                                          |                                               | 648                                           | 648                                           |
| Datenquelle: Historisches Gemeindeverzeichnis für Hessen: Die Bevölkerung der Gemeinden 1834 bis 1967. Wiesbaden: Hessisches Statistisches Landesamt, 1968. Weitere Quellen: LAGIS; Zensus 2011 |                                               |                                               |                                               |                                               |

## Politik
Für Allmendfeld besteht ein Ortsbezirk (Gebiete der ehemaligen Gemeinde Allmendfeld) mit Ortsbeirat und Ortsvorsteher nach der Hessischen Gemeindeordnung. Der Ortsbeirat besteht aus neun Mitgliedern. Bei den Kommunalwahlen in Hessen 2021 betrug die Wahlbeteiligung zum Ortsbeirat 52,66 %. Dabei wurden gewählt: Sechs Mitglieder der CDU, zwei Mitglieder des Bündnis 90/Die Grünen und ein Mitglied der SPD. Der Ortsbeirat wählte Jan Hillerich (CDU) zum Ortsvorsteher.

## Vereine
An Vereinen bestehen der KSV (Kultur und Sportverein), Golf-Club Gernsheim Hof Gräbenbruch e.V., Landfrauen, Kerweborsch und Kerwemädscher, der Bauernverband, Freiwillige Feuerwehr, Reit- und Fahrverein sowie der Tischfussball-Freunde-Allmendfeld e.V.
Die Allmendfelder Kerb findet jedes Jahr am letzten Juni-Wochenende statt. Diese beginnt mit der Kerwebaumstellung samstags mit anschließender Tanzveranstaltung in der Turnhalle und endet montags mit dem traditionellen Frühschoppen.

## Infrastruktur
Vor einigen Jahren wurde beschlossen, dass keine neuen Häuser mehr gebaut werden dürfen, um die Dorfstruktur zu bewahren. Neben den Möglichkeiten, direkt bei den Erzeugern frische Waren zu kaufen, gibt es ein Restaurant im Dorf.